# Leichtathletik-Weltmeisterschaften 2015/Teilnehmer (Vereinigtes Königreich)
| Gelbes Symbol für Goldmedaillen mit stilisierten Olympischen Ringen | Graues Symbol für Silbermedaillen mit stilisierten Olympischen Ringen | Braundes Symbol für Bronzemedaillen mit stilisierten Olympischen Ringen |
| ------------------------------------------------------------------- | --------------------------------------------------------------------- | ----------------------------------------------------------------------- |
| 4                                                                   | 1                                                                     | 2                                                                       |

Der Leichtathletikverband des Vereinigten Königreichs entsandte 64 Athleten zu den Leichtathletik-Weltmeisterschaften 2015 in der chinesischen Hauptstadt Peking.

## Medaillen
Mit vier gewonnenen Gold-, einer Silber- und zwei Bronzemedaillen belegte das Team des Vereinigten Königreichs Rang 4 im Medaillenspiegel.

### Medaillengewinner

#### Gold
- Mo Farah: 5000 m
- Mo Farah: 10.000 m
- Greg Rutherford: Weitsprung
- Jessica Ennis-Hill: Siebenkampf

#### Silber
- Shara Proctor: Weitsprung

#### Bronze
- Rabah Yousif, Delano Williams, Jarryd Dunn, Martyn Rooney, Nigel Levine (Reserve) und Conrad Williams (Reserve): 4 × 400 m
- Christine Ohuruogu, Anyika Onuora, Eilidh Child, Seren Bundy-Davies, Kirsten McAslan (Vorlauf) und Margaret Adeoye (Reserve): 4 × 400 m

## Ergebnisse

### Männer

#### Laufdisziplinen
| Athlet | Disziplin    | Vorlauf          | Vorlauf          | Halbfinale         | Halbfinale         | Finale                  | Finale                  |
| Athlet | Disziplin    | Zeit             | Platz            | Zeit               | Platz              | Zeit                    | Platz                   |
| --- | ------------ | ---------------- | ---------------- | ------------------ | ------------------ | ----------------------- | ----------------------- |
| James Dasaolu | 100 m        | 10,13 s          | 22               | nicht qualifiziert | nicht qualifiziert | nicht qualifiziert      | nicht qualifiziert      |
| Richard Kilty | 100 m        | 10,12 s          | 20               | 10,20 s            | 20                 | nicht qualifiziert      | nicht qualifiziert      |
| Chijindu Ujah | 100 m        | 10,05 s          | 13               | 10,05 s            | 13                 | nicht qualifiziert      | nicht qualifiziert      |
| Zharnel Hughes | 200 m        | 20,13 s          | 3                | 20,14 s            | 7                  | 20,02 s                 | 5                       |
| Daniel Talbot | 200 m        | 20,35 s          | 20               | 20,27 s            | 13                 | nicht qualifiziert      | nicht qualifiziert      |
| Jarryd Dunn | 400 m        | 45,49 s          | 32               | nicht qualifiziert | nicht qualifiziert | nicht qualifiziert      | nicht qualifiziert      |
| Martyn Rooney | 400 m        | 44,45 s          | 6                | 45,29 s            | 20                 | nicht qualifiziert      | nicht qualifiziert      |
| Rabah Yousif | 400 m        | 45,24 s          | 24               | 44,54 s            | 7                  | 44,68 s                 | 6                       |
| Kyle Langford | 800 m        | 1:49,78 min      | 41               | nicht qualifiziert | nicht qualifiziert | nicht qualifiziert      | nicht qualifiziert      |
| Michael Rimmer | 800 m        | 1:48,70 min      | 34               | nicht qualifiziert | nicht qualifiziert | nicht qualifiziert      | nicht qualifiziert      |
| Charlie Grice | 1500 m       | 3:43,21 min      | 26               | 3:35,58 min        | 4                  | 3:36,21 min             | 9                       |
| Chris O’Hare | 1500 m       | 3:38,43 min      | 5                | 3:44,36 min        | 19                 | nicht qualifiziert      | nicht qualifiziert      |
| Mo Farah | 5000 m       | 13:19,44 min     | 2                |                    |                    | 13:50,38 min            | Gold                    |
| Mo Farah | 10.000 m     |                  |                  |                    |                    | 27:01,13 min            | Gold                    |
| Tom Farrell | 5000 m       | 13:45,29 min     | 19               |                    |                    | 14:08,87 min            | 15                      |
| Lawrence Clarke | 110 m Hürden | 13,61 s          | 24               | 13,53 s            | 20                 | nicht qualifiziert      | nicht qualifiziert      |
| Niall Flannery | 400 m Hürden | 48,90 s          | 6                | 49,17 s            | 17                 | nicht qualifiziert      | nicht qualifiziert      |
| Jack Green | 400 m Hürden | nicht angetreten | nicht angetreten | -                  | -                  | -                       | -                       |
| Tom Bosworth | 20 km Gehen  |                  |                  |                    |                    | 1:23:58 h               | 24                      |
| Richard Kilty Daniel Talbot James Ellington Chijindu Ujah Harry Aikines-Aryeetey (Vorlauf) Reserve: James Dasaolu Adam Gemili | 4 × 100 m    | 38,20 s          | 7                |                    |                    | Wettkampf nicht beendet | Wettkampf nicht beendet |
| Rabah Yousif Delano Williams Jarryd Dunn Martyn Rooney Reserve: Nigel Levine Conrad Williams                                  | 4 × 400 m    | 2:59,05 min      | 4                |                    |                    | 2:58,51 min             | Bronze                  |

#### Sprung/Wurf
| Athlet          | Disziplin      | Qualifikation | Qualifikation | Finale             | Finale             |
| Athlet          | Disziplin      | Weite/Höhe    | Platz         | Weite/Höhe         | Platz              |
| --------------- | -------------- | ------------- | ------------- | ------------------ | ------------------ |
| Robert Grabarz  | Hochsprung     | 2,26 m        | 18            | nicht qualifiziert | nicht qualifiziert |
| Steven Lewis    | Stabhochsprung | 5,40 m        | 29            | nicht qualifiziert | nicht qualifiziert |
| Daniel Bramble  | Weitsprung     | 7,83 m        | 18            | nicht qualifiziert | nicht qualifiziert |
| Greg Rutherford | Weitsprung     | 8,25 m        | 2             | 8,41 m             | Gold               |
| Mark Dry        | Hammerwurf     | 73,87 m       | 15            | nicht qualifiziert | nicht qualifiziert |
| Nick Miller     | Hammerwurf     | 77,42 m       | 2             | 72,94 m            | 11                 |

### Frauen

#### Laufdisziplinen
| Athletin | Disziplin    | Vorlauf      | Vorlauf | Halbfinale       | Halbfinale       | Finale             | Finale             |
| Athletin | Disziplin    | Zeit         | Platz   | Zeit             | Platz            | Zeit               | Platz              |
| --- | ------------ | ------------ | ------- | ---------------- | ---------------- | ------------------ | ------------------ |
| Asha Philip | 100 m        | 11,28 s      | 21      | 11,21 s          | 20               | nicht qualifiziert | nicht qualifiziert |
| Margaret Adeoye | 200 m        | 23,10 s      | 23      | 23,34 s          | 24               | nicht qualifiziert | nicht qualifiziert |
| Dina Asher-Smith | 200 m        | 22,22 s      | 1       | 22,12 s          | 1                | 22,07 s            | 5                  |
| Bianca Williams | 200 m        | 22,85 s      | 10      | 22,87 s          | 13               | nicht qualifiziert | nicht qualifiziert |
| Jodie Williams | 200 m        | Reserve      | Reserve | Reserve          | Reserve          | Reserve            | Reserve            |
| Christine Ohuruogu | 400 m        | 51,01 s      | 11      | 50,16 s          | 4                | 50,63 s            | 8                  |
| Anyika Onuora | 400 m        | 51,14 s      | 14      | 50,87 s          | 11               | nicht qualifiziert | nicht qualifiziert |
| Jenny Meadows | 800 m        | 2:00,70 min  | 17      | 2:00,53 min      | 22               | nicht qualifiziert | nicht qualifiziert |
| Shelayna Oskan-Clarke | 800 m        | 2:01,72 min  | 31      | 1:58,86 min      | 9                | 1:58,99 min        | 5                  |
| Lynsey Sharp | 800 m        | 1:58,98 min  | 2       | 1:59,33 min      | 14               | nicht qualifiziert | nicht qualifiziert |
| Laura Muir | 1500 m       | 4:05,53 min  | 5       | 4:07,95 min      | 3                | 4:11,48 min        | 5                  |
| Laura Weightman | 1500 m       | 4:06,13 min  | 15      | nicht angetreten | nicht angetreten | -                  | -                  |
| Stephanie Twell | 5000 m       | 15:34,72 min | 13      |                  |                  | 15:26,24 min       | 12                 |
| Kate Avery | 10.000 m     |              |         |                  |                  | 32:16,19 min       | 15                 |
| Cindy Ofili | 100 m Hürden | 12,97 s      | 16      | 12,91 s          | 13               | nicht qualifiziert | nicht qualifiziert |
| Tiffany Porter | 100 m Hürden | 12,73 s      | 2       | 12,62 s          | 3                | 12,68 s            | 5                  |
| Meghan Beesley | 400 m Hürden | 54,52 s      | 3       | 55,41 s          | 10               | nicht qualifiziert | nicht qualifiziert |
| Eilidh Child | 400 m Hürden | 54,74 s      | 5       | 54,80 s          | 7                | 54,78 s            | 6                  |
| Asha Philip Dina Asher-Smith Jodie Williams Desiree Henry Bianca Williams (Vorlauf) Reserve: Louise Bloor Darryl Neita Laviai Nielsen | 4 × 100 m    | 42,48 s      | 5       |                  |                  | 42,10 s            | 4                  |
| Christine Ohuruogu Anyika Onuora Eilidh Child Seren Bundy-Davies Kirsten McAslan (Vorlauf) Reserve: Margaret Adeoye                   | 4 × 400 m    | 3:23,90 min  | 5       |                  |                  | 3:23,62 min        | Bronze             |

#### Sprung/Wurf
| Athletin                  | Disziplin      | Qualifikation | Qualifikation | Finale             | Finale             |
| Athletin                  | Disziplin      | Weite/Höhe    | Platz         | Weite/Höhe         | Platz              |
| ------------------------- | -------------- | ------------- | ------------- | ------------------ | ------------------ |
| Morgan Lake               | Hochsprung     | 1,89 m        | 14            | nicht qualifiziert | nicht qualifiziert |
| Isobel Pooley             | Hochsprung     | 1,89 m        | 19            | nicht qualifiziert | nicht qualifiziert |
| Holly Bradshaw            | Stabhochsprung | 4,55 m        | 1             | 4,70 m             | 7                  |
| Katarina Johnson-Thompson | Weitsprung     | 6,79 m        | 5             | 6,63 m             | 11                 |
| Shara Proctor             | Weitsprung     | 6,68 m        | 11            | 7,07 m             | Silber             |
| Jazmin Sawyers            | Weitsprung     | Reserve       | Reserve       | Reserve            | Reserve            |
| Lorraine Ugen             | Weitsprung     | 6,87 m        | 2             | 6,85 m             | 5                  |
| Sophie Hitchon            | Hammerwurf     | 71,07 m       | 8             | 73,86 m            | 4                  |
| Goldie Sayers             | Speerwurf      | 58,28 m       | 26            | nicht qualifiziert | nicht qualifiziert |

#### Siebenkampf
| Athletin                  | Disziplin | 100 m Hürden | Hochsprung | Kugelstoßen | 200 m   | Weitsprung            | Speerwurf | 800 m       | Punkte | Platz |
| ------------------------- | --------- | ------------ | ---------- | ----------- | ------- | --------------------- | --------- | ----------- | ------ | ----- |
| Jessica Ennis-Hill        | Ergebnis  | 12,91 s      | 1,86 m     | 13,73 m     | 23,42 s | 6,43 m                | 42,51 m   | 2:10,13 min | 6669   | Gold  |
| Jessica Ennis-Hill        | Punkte    | 1138         | 1054       | 776         | 1037    | 985                   | 716       | 963         | 6669   | Gold  |
| Katarina Johnson-Thompson | Ergebnis  | 13,37 s      | 1,89 m     | 12,47 m     | 23,08 s | kein gültiger Versuch | 39,52 m   | 2:50,73 min | 5039   | 28    |
| Katarina Johnson-Thompson | Punkte    | 1069         | 1093       | 692         | 1071    | 0                     | 658       | 456         | 5039   | 28    |